# Жданівка
Жда́нівка — місто (з 1966 року) в Україні, у Горлівському районі Донецької області. Адміністративний центр Жданівської міської громади. Розташоване в центральній частині області.

## Географія
Розташоване на південному схилі головного вододілу Донбасу, за 8 км від залізничної станції Нижньокринка, на автодорозі Донецьк — Міллерово. В околицях міста беруть початок річки Вільхівка та Громова.
Сусідні населені пункти: на півночі межує з містами Єнакієве, Бунге; на північному заході з селом Розівка; на північному сході з селами Славне, Шевченко (Малоорлівська сільрада), Малоорлівка; на заході з селищем Новомосковське; на сході з селом Шевченко (Розівська сільрада) та містом Хрестівка; на південному заході з селищем Нижня Кринка; на південному сході з селищем Вільхівка; на півдні з селищем Молодий Шахтар.

## Історія
Засноване в 1924 р. До 1966 р. — селище Ново-Жданівка. З 1966 р. — місто з сучасною назвою. У 1954 р. тут закладені сучасні шахти.

### Війна на сході України
В 2014 році Нижня Кринка потрапила у зону бойових дій в ході російсько-української війни.
16 серпня 2014 року місто було звільнене від проросійських терористів, під час бою загинув старший солдат 25-ї бригади Едуард Гуцул.
17 серпня 2014 року в районі Нижньої Кринки та Жданівки при проведенні пошуково-ударних дій внаслідок обстрілу з БМ-21 «Град» загинули 11 солдат та офіцерів 25-ї повітрянодесантної бригади Збройних сил України на чолі з капітаном Вадимом Ричковим.
21 вересня 2014 року українські війська змушено відійшли.

## Загальні відомості
Займає територію 2 км², із них 72 % під забудовою. На одного жителя припадає 20 м² зелених насаджень. Середня температура січня −7,2 °C, липня +22 °C. За рік випадає 500 мм опадів.
Населення на 5 грудня 2001 р. склало 13,7 тис. осіб, на початок 2004 р. — 13,2 тис. осіб. Понад 70 % зайняте в народному господарстві та працюють в промисловості. Основні підприємства — шахти.
У місті діє храм Успіння Божої Матері, створюється жіночий монастир.
В адміністративному плані Жданівці підпорядковані селища міського типу Вільхівка, 1 сільський населений пункт.

## Населення
За даними перепису 2001 року населення міста становило 13266 осіб..

### Чисельність
| 1959     | 1970     | 1979     | 1989     | 2001     |
| -------- | -------- | -------- | -------- | -------- |
| 12 512   | ▼ 12 109 | ▲ 12 833 | ▲ 14 433 | ▼ 13 688 |
| 2003     | 2004     | 2005     | 2006     | 2007     |
| ▼ 13 425 | ▼ 13 181 | ▼ 13 082 | ▼ 12 906 | ▼ 12 830 |
| 2008     | 2009     | 2010     | 2011     | 2012     |
| ▼ 12 723 | ▼ 12 609 | ▬ 12 583 | ▼ 12 522 | ▬ 12 500 |
| 2013     | 2014     |          |          |          |
| ▼ 12 352 | ▼ 12 301 |          |          |          |

### Національний склад
Розподіл населення за національністю за даними перепису 2001 року:
| Національність  | Відсоток |
| --------------- | -------- |
| українці        | 48.35%   |
| росіяни         | 47.44%   |
| білоруси        | 1.40%    |
| татари          | 0.61%    |
| вірмени         | 0.60%    |
| сакартвельці    | 0.23%    |
| молдовани       | 0.21%    |
| греки           | 0.19%    |
| азербайджанці   | 0.17%    |
| інші/не вказали | 0.80%    |

### Мова
Розподіл населення за рідною мовою за даними перепису 2001 року:
| Мова            | Кількість | Відсоток |
| --------------- | --------- | -------- |
| російська       | 11681     | 88,05%   |
| українська      | 1451      | 10,94%   |
| вірменська      | 46        | 0,35%    |
| білоруська      | 39        | 0,29%    |
| молдовська      | 5         | 0,04%    |
| польська        | 3         | 0,02%    |
| грецька         | 2         | 0,02%    |
| інші/не вказали | 39        | 0,29%    |
| Усього          | 13266     | 100%     |

## Відомі особистості
В поселенні народилась:
- Кахідзе Алевтина Томазівна (* 1973) — українська художниця.

## Пам'ятки
У місті на обліку перебуває одна пам'ятка історії:
| № пп | Охорон. номер | Найменування пам'ятки                                | Місцезнаходження пам'ятки                 | Рік встановлення | Автор | Рішення            |
| ---- | ------------- | ---------------------------------------------------- | ----------------------------------------- | ---------------- | ----- | ------------------ |
| 1.   | 646           | Братська могила радянських воїнів Південного фронту. | Жданівська м/р, м. Жданівка, вул. Леніна. | 1970 р.          | -     | 5.09.1973 р. № 475 |